# Heimpflege
In der Schweiz befasst sich Heimpflege mit der Betreuung und Unterstützung für Senioren in den eigenen vier Wänden. Die berufliche Heimpflege wird in der Regel durch eine Haushaltshilfe im Rahmen einer 24-Stunden-Betreuung angeboten und in den meisten Fällen von Frauen ausgeübt. Die privaten Hilfskräfte stehen dabei dem Unterstützungsbedürftigen bei den täglichen Herausforderungen im Alltag zur Seite. Als zentrale Anlaufstelle für die Beratung über die Möglichkeiten einer häuslichen Betreuung gilt in der Schweiz die Stiftung der Pro Senectute. Im Gegensatz dazu übernimmt die Spitex kassenpflichtige Leistungen der medizinischen Heimpflege gemäss Krankenversicherungsgesetz, unter anderem Leistungen der Kranken-, Akut- und Übergangspflege.
In Deutschland wird die Heimpflege als Ambulante Pflege bezeichnet.

## Ziel der Heimpflege
Bei dieser Art der Seniorenbetreuung geht es um das menschliche Bedürfnis der Eigenständigkeit und der Selbstbestimmung. Dabei ist das oberste Anliegen, den Betagten den Wunsch zu ermöglichen, so lange wie möglich in der vertrauten Umgebung und dem sozialen Umfeld zu bleiben und ist als eine Alternative zur Unterbringung im Pflegeheim zu sehen.

### Nicht-medizinische Heimpflege
Diese Form der Unterstützung zu Hause wird in den meisten Fällen im Rahmen einer 24-Stunden-Betreuung ausgeübt. Dabei handelt es sich oft um Frauen osteuropäischer Herkunft mittleren Alters mit haushälterischen Fähigkeiten, die über Personaldienstleister in die jeweiligen Haushalte vermittelt werden. Seit den 1990er-Jahren ist diese Art der Betreuung sozialpolitisch umstritten, da die ausländischen Haushaltshilfen zum Teil illegal an den Einsatzorten platziert wurden, was auch medial diskutiert wurde. Seit dem 1. Mai 2016 untersteht die Bewilligung für den Verleih von Personal in diesem Bereich restriktiven Reglementarien, die dem Staatssekretariat für Wirtschaft (SECO) unterliegen. Dienstleistungen dieser Art werden von geprüften privatwirtschaftlichen Anbietern offeriert.

### Medizinische Heimpflege
Medizinische Heimpflege bzw. sozialmedizinische Betreuung wird in der Regel von Pflegefachpersonal ausgeübt. Die Leistungen sind in der Regel ärztlich verordnet und die Kosten werden grösstenteils von der Krankenkasse getragen. Die Richtlinien für die Ausübung der Geschäftstätigkeit werden von der Gesundheitsdirektion des jeweiligen Kantons festgelegt und kontrolliert. Der grösste staatlich anerkannte Anbieter in der Schweiz ist die Nonprofit-Spitex.

## Belastung für Angehörige
Ein unterstützungsbedürftiges Familienmitglied zu haben, bedeutet für die Angehörigen eine zeitintensive und vor allem höchst emotionale Belastung. Diese Situation birgt nicht selten grosses Konfliktpotential – nicht zuletzt durch die fehlende Distanz zwischen den Angehörigen. Vorwürfe und zu hohe Erwartungen können Stresssymptome verursachen und zur Vernachlässigung des eigenen Lebens, bis hin zur Selbstaufgabe führen.

## Gesetzliche Grundlagen
- Bundesgesetz über den Allgemeinen Teil des Sozialversicherungsrechts (ATSG)[2]
- Ausführungen zu den gesetzlichen Grundlagen der Pflege in Zürich[3]
- Bestimmungen und Richtlinien sind im GAV Personalverleih ausformuliert[4]